# Piotr Rudzki
Piotr Rudzki (ur. 31 stycznia 1892 w Odessie, zm. 1967) – podpułkownik broni pancernych Wojska Polskiego, kawaler Orderu Virtuti Militari.

## Życiorys
Urodził się w Odessie, w rodzinie Feliksa.
W 1923 pełnił obowiązki zastępcy dowódcy 1 Dywizjonu Samochodowego w Warszawie . 3 maja 1926 został mianowany majorem ze starszeństwem z 1 lipca 1925 roku i 3. lokatą w korpusie oficerów samochodowych. W 1928 ponownie pełnił obowiązki zastępcy dowódcy dywizjonu. Z dniem 1 maja 1931 został przeniesiony do Kadry 2 Dywizjonu Samochodowego na stanowisko komendanta kadry. W październiku 1935 został wyznaczony na stanowisko komendanta Kadry 9 Batalionu Pancernego w Brześciu nad Bugiem, a później przeniesiony do 7 Batalionu Pancernego w Grodnie na stanowisko dowódcy (wraz z wydzieloną kompanią czołgów w Wilnie). Na stopień podpułkownika został mianowany ze starszeństwem z 1 stycznia 1936 i 1. lokatą w korpusie oficerów samochodowych. W 1937, w tym samym stopniu i starszeństwie, został przeniesiony do korpusu oficerów broni pancernych.

## Ordery i odznaczenia
- Krzyż Srebrny Orderu Wojskowego Virtuti Militari nr 6722 (10 maja 1922)[8]
- Krzyż Walecznych (dwukrotnie)[9]
- Złoty Krzyż Zasługi (10 listopada 1938)[10][11]
- Medal Niepodległości (5 sierpnia 1937)[12]
- Srebrny Krzyż Zasługi (15 sierpnia 1924)[13][14]
- Odznaka „Znak Pancerny” nr 800 (11 listopada 1935)[15]